# Piv Huvluv
Piv Huvluv, pseudoniem van Jan Cattrijsse (Oostende, 15 juli 1964), is een Belgische stand-upcomedian.
Op zijn 25ste stichtte hij samen met Peter Dekeyser, Bruno Libbrecht en Koen Crul het theatergezelschap Fris & Monster. Het kwartet trad onder andere op op Festival Dranouter. Het gezelschap hield echter op te bestaan na een auto-ongeluk.
In maart 1998 nam Huvluv deel aan de eerste Humo's Comedy Cup, waar hij de finale haalde. Ook in 1999 en 2001 nam hij aan de wedstrijd deel, maar telkens strandde hij in de finale.
In 2004 maakt Huvluv een eerste soloshow: 'Trouble in Mind' samen met drummer Rohal De Ridder. Op Radio 2 kreeg hij een jaar later zijn eigen programma: 'kapitein Huvluv'. Hij was ook regelmatig panellid in 'De raadkamer' een radioprogramma met Geena Lisa ook op Radio 2. Zijn tweede show 'Single Man' ging in 2006 in première.
Zijn derde show 'Bed, bad, brood!' kwam er in januari 2009.
Huvluv was te zien in het Eén-programma Eigen Kweek als inspecteur Stefaan Goutry.